# Institute for International Research
Institute for International Research (IIR) war ein internationales Aus- und Weiterbildungsunternehmen mit dem Schwerpunkt „berufsbezogene Erwachsenenbildung“. Mittlerweile gibt es das Institute for International Research in dieser Form nicht mehr, da es in die Informa plc., ein börsennotiertes Medienunternehmen für Finanz- und Wirtschaftsinformationen mit Sitz in London integriert wurde. Informa beschäftigt mehr als 8000 Mitarbeiter in über 80 Ländern, gibt jährlich 45.000 Fachpublikationen heraus und organisiert 12.000 B2B Veranstaltungen.
Innerhalb des Medienkonzerns war IIR (mit allen Tochterunternehmen) für den Bereich „B2B-Veranstaltungen“ zuständig. Typische IIR-Produkte waren Fachkonferenzen, Seminare, Workshops, Inhouse-Trainings und Lehrgänge, es gab aber auch einige B2B-Messen und große Kongresse. IIR war weltweit aktiv: Büros mit lokalen Research-Teams gab es in mehr als 40 Ländern, u. a. in Deutschland, Dubai, Großbritannien, Italien, Polen, Spanien, Tschechien, Ungarn und den USA.
Inzwischen beschränkt sich IIR unter der Marke IIR Management Development auf Inhouse Seminare im Soft Skill Bereich. 

## Geschichte
IIR wurde 1972 in New York gegründet und früh als Herausgeber des International Tax Report bekannt. Ab 1978 finden in England die ersten von IIR veranstalteten Fachkonferenzen statt. Unter dem Namen ICBI werden bald Kongresse und Fachkonferenzen in englischer Sprache für den gesamteuropäischen Markt organisiert. In den kommenden Jahren wächst das Unternehmen rasch und gründet Büros in den USA und Kontinentaleuropa, um die lokalen Märkte in der jeweiligen Landessprache mit Fachkonferenzen zu bedienen. Eine Tochtergesellschaft („Adam Smith Conferences“) bedient aus London heraus den russischen Markt.
1989 wird das American Institute erworben. Damit ist IIR auch im Seminar- und Trainingsgeschäft aktiv. Weitere Akquisitionen bekannter Seminaranbieter wie ESI, Achieve Global, Huthwaite und Forum, Omega Performance, Communispond etc. folgen. 1991 wird die Monaco Yacht Show erstmals durchgeführt, heute eine der weltweit bekanntesten Fachmessen für Luxus-Yachten.
In Österreich ist IIR seit 1992 aktiv. Seit dem ersten vollen Geschäftsjahr 1993 werden Produkte in vielen Themenbereichen für fast alle in Österreich relevanten Branchen angeboten. Seit 2012 ist das Unternehmen in Österreich selbständig und seit Juni 2017 als imh (Institute Manfred Hämmerle) aktiv.